# كريستيان تيفيرت
كريستيان تيفيرت (بالألمانية: Christian Tiffert)‏ (18 فبراير 1982 بهاله في ألمانيا - ) هو لاعب كرة قدم ألماني (وحمل سابقاً جنسية ألمانيا الشرقية) في مركزي الوسط والدفاع. شارك مع منتخب ألمانيا لكرة القدم تحت 18 سنة ومنتخب ألمانيا تحت 20 سنة لكرة القدم ومنتخب ألمانيا تحت 21 سنة لكرة القدم. أما مع النوادي، فقد لعب مع إرتسغيبيرغه آوه وسياتل ساوندرز ونادي بوخوم ونادي دويسبورغ ونادي ريد بل سالزبورغ ونادي شتوتغارت ونادي كايزرسلاوترن وفي إف بي شتوتغارت الثاني وأم أس في دويسبورغ II ‏ وتنس بوروسيا برلين.

## وصلات خارجية
- كريستيان تيفيرت على موقع الدوري الأمريكي (الإنجليزية)
- كريستيان تيفيرت على موقع قاعدة بيانات كرة القدم.إي يو (الإنجليزية)
- كريستيان تيفيرت على موقع بيانات كرة القدم. دي إي (الألمانية)
- كريستيان تيفيرت على موقع Soccerway.com (الإنجليزية)
- كريستيان تيفيرت على موقع عالم كرة القدم.نت (الإنجليزية)